# ویتالی پاراخونکا
ویتالی پاراخونکا (بلاروسی: Віталій Аляксандравіч Парахонька؛ زادهٔ ۱۸ اوت ۱۹۹۳) دونده دو با مانع اهل بلاروس است.